# Deuxième circonscription de la Haute-Corse
La deuxième circonscription de la Haute-Corse est l'une des deux circonscriptions législatives françaises que compte le département de la Haute-Corse (2B), situé en région Corse.

## Description géographique et démographique
La deuxième circonscription de la Haute-Corse est délimitée par le découpage électoral de la loi no 86-1197 du 24 novembre 1986. Elle regroupe les divisions administratives suivantes : cantons de Alto-di-Casaconi, Belgodère, Bustanico, Calenzana, Calvi, Campoloro-di-Moriani, Castifao-Morosaglia, Corte, Fiumalto-d'Ampugnani, Ghisoni, L'Île-Rousse, Moïta-Verde, Niolu-Omessa, Orezza-Alesani, Prunelli-di-Fiumorbo, Venaco, Vescovato, Vezzani. Ces cantons sont inclus dans les arrondissements de Calvi et de Corte.
Selon le recensement général de la population en 1999, réalisé par l'Institut national de la statistique et des études économiques (INSEE), la population totale de la circonscription est estimée à 66 766 habitants, ; c'est une des moins peuplées de la Haute-Corse.

## Historique des députations
| Législature | Début de mandat | Fin de mandat  | Député               | Parti politique | Observations |
| ----------- | --------------- | -------------- | -------------------- | --------------- | --- |
| IXe         | 23 juin 1988    | 1er avril 1993 | Pierre Pasquini      | RPR             | Maire de L'Île-Rousse |
| Xe          | 2 avril 1993    | 21 avril 1997  | Pierre Pasquini,     | RPR,            | Maire de L'Île-Rousse, démissionne le 18 juin 1995 car nommé ministre des Anciens combattants et Victimes de Guerre au gouvernement. Remplacé par son suppléant Jean-Claude Bonaccorsi jusqu'à la fin de la législature. Mandat écourté à la suite d'une dissolution parlementaire décidée par Jacques Chirac. |
| XIe         | 12 juin 1997    | 18 juin 2002   | Paul Patriarche      | UDF-DL          | Maire de Novella |
| XIIe        | 19 juin 2002    | 19 juin 2007   | Paul Giacobbi,       | PRG,            | Président du Conseil général de la Haute-Corse |
| XIIIe       | 20 juin 2007    | 19 juin 2012   | Paul Giacobbi        | PRG             | Président du Conseil général de la Haute-Corse |
| XIVe        | 20 juin 2012    | 20 juin 2017   | Paul Giacobbi        | PRG             | |
| XVe         | 21 juin 2017    | 21 juin 2022   | Jean-Félix Acquaviva | FaC             | |
| XVIe        | 22 juin 2022    | 9 juin 2024    | Jean-Félix Acquaviva | FaC             | Mandat écourté à la suite d'une dissolution parlementaire décidée par Emmanuel Macron. |

## Historique des élections

### Élections de 1978
| Candidat       | Candidat                | Parti          | Premier tour | Premier tour | Second tour | Second tour |  |
| Candidat       | Candidat                | Parti          | Voix         | %            | Voix        | %           |  |
| -------------- | ----------------------- | -------------- | ------------ | ------------ | ----------- | ----------- |  |
|                | François Giacobbi       | MRG            | 10 828       | 29,15        | 18 531      | 47,91       |  |
|                | Pierre Pasquini élu     | RPR            | 10 626       | 28,60        | 20 147      | 52,09       |  |
|                | François-Marie Geronimi | CNIP           | 7 459        | 20,08        | Retrait     | Retrait     |  |
|                | Vincent Carlotti        | PS             | 4 236        | 11,40        |             |             |  |
|                | Vincent Duriani         | PCF            | 3 995        | 10,75        |             |             |  |
|                |                         |                |              |              |             |             |  |
| Inscrits       | Inscrits                | Inscrits       | 54 412       | 100,00       | 54 541      | 100,00      |  |
| Abstentions    | Abstentions             | Abstentions    | 16 928       | 31,11        | 15 144      | 27,77       |  |
| Votants        | Votants                 | Votants        | 37 484       | 68,89        | 39 397      | 72,23       |  |
| Blancs et nuls | Blancs et nuls          | Blancs et nuls | 340          | 0,91         | 719         | 1,83        |  |
| Exprimés       | Exprimés                | Exprimés       | 37 144       | 99,09        | 38 678      | 98,17       |  |

Le suppléant de Pierre Pasquini était le Docteur Jean Colonna, conseiller général du canton de Corte.

### Élections de 1981
| Candidat       | Candidat                | Parti          | Premier tour | Premier tour | Second tour | Second tour |  |
| Candidat       | Candidat                | Parti          | Voix         | %            | Voix        | %           |  |
| -------------- | ----------------------- | -------------- | ------------ | ------------ | ----------- | ----------- |  |
|                | Pierre Pasquini sortant | RPR (UNM)      | 15 417       | 45,53        | 17 740      | 47,31       |  |
|                | Jean-Paul Luisi élu     | MRG            | 9 594        | 28,33        | 19 761      | 52,69       |  |
|                | Antoine Sanguinetti     | PS             | 5 578        | 16,47        |             |             |  |
|                | Vincent Duriani         | PCF            | 3 273        | 9,67         |             |             |  |
|                |                         |                |              |              |             |             |  |
| Inscrits       | Inscrits                | Inscrits       | 54 132       | 100,00       | 54 140      | 100,00      |  |
| Abstentions    | Abstentions             | Abstentions    | 19 996       | 36,94        | 16 122      | 29,78       |  |
| Votants        | Votants                 | Votants        | 34 136       | 63,06        | 38 018      | 70,22       |  |
| Blancs et nuls | Blancs et nuls          | Blancs et nuls | 274          | 0,8          | 517         | 1,36        |  |
| Exprimés       | Exprimés                | Exprimés       | 33 862       | 99,2         | 37 501      | 98,64       |  |

Le suppléant de Jean-Paul Luisi était Alexandre Alessandrini, Vice-Président du Conseil général, conseiller général du canton de Vezzani, maire d'Antisanti.

### Élections de 1988
| Candidat       | Candidat                      | Parti          | Premier tour | Premier tour | Second tour | Second tour |  |
| Candidat       | Candidat                      | Parti          | Voix         | %            | Voix        | %           |  |
| -------------- | ----------------------------- | -------------- | ------------ | ------------ | ----------- | ----------- |  |
|                | Pierre Pasquini sortant réélu | RPR (URC)      | 17 275       | 42,09        | 23 285      | 51,72       |  |
|                | Paul Giacobbi                 | MRG            | 10 899       | 26,56        | 21 739      | 48,28       |  |
|                | Paul-Laurent Croce            | PS             | 5 261        | 12,82        |             |             |  |
|                | François-Xavier Riolacci      | PCF            | 2 968        | 7,23         |             |             |  |
|                | Antoine-Joseph Sisti          | Régionaliste   | 2 450        | 5,97         |             |             |  |
|                | Joseph Mariotti               | FN             | 2 188        | 5,33         |             |             |  |
|                |                               |                |              |              |             |             |  |
| Inscrits       | Inscrits                      | Inscrits       | 68 914       | 100,00       | 68 925      | 100,00      |  |
| Abstentions    | Abstentions                   | Abstentions    | 27 451       | 39,83        | 22 494      | 32,64       |  |
| Votants        | Votants                       | Votants        | 41 463       | 60,17        | 46 431      | 67,36       |  |
| Blancs et nuls | Blancs et nuls                | Blancs et nuls | 422          | 1,02         | 1 407       | 3,03        |  |
| Exprimés       | Exprimés                      | Exprimés       | 41 041       | 98,98        | 45 024      | 96,97       |  |

Le suppléant de Pierre Pasquini était Jean-Claude Bonaccorsi, conseiller général du canton de Campoloro-Moriani, maire de San Nicolao.

### Élections de 1993
| Candidat       | Candidat                      | Parti             | Premier tour | Premier tour | Second tour | Second tour |  |
| Candidat       | Candidat                      | Parti             | Voix         | %            | Voix        | %           |  |
| -------------- | ----------------------------- | ----------------- | ------------ | ------------ | ----------- | ----------- |  |
|                | Pierre Pasquini sortant réélu | RPR (UPF)         | 8 097        | 23,65        | 12 950      | 51,55       |  |
|                | Paul Patriarche               | Divers droite     | 6 309        | 18,43        | 12 170      | 48,45       |  |
|                | Edmond Simeoni                | Régionaliste (CN) | 5 538        | 16,18        |             |             |  |
|                | Antoine-Louis Luisi           | MRG               | 4 327        | 12,64        |             |             |  |
|                | Jean-Charles Colonna          | Divers droite     | 3 088        | 9,02         |             |             |  |
|                | Robert Alberti                | PS (ADFP)         | 2 244        | 6,55         |             |             |  |
|                | François-Xavier Riolacci      | PCF               | 1 658        | 4,84         |             |             |  |
|                | Pierre-François Maushart      | Régionaliste      | 1 298        | 3,79         |             |             |  |
|                | Robert Jacob Dit Luzie        | FN                | 999          | 2,92         |             |             |  |
|                | Marie-Antoinette Guilevert    | LT-LNÉ            | 369          | 1,08         |             |             |  |
|                | Gérard Vincenti               | Régionaliste      | 188          | 0,55         |             |             |  |
|                | Joseph Ricco                  | Divers            | 121          | 0,35         |             |             |  |
|                |                               |                   |              |              |             |             |  |
| Inscrits       | Inscrits                      | Inscrits          | 50 502       | 100,00       | 50 472      | 100,00      |  |
| Abstentions    | Abstentions                   | Abstentions       | 15 596       | 30,88        | 22 609      | 44,8        |  |
| Votants        | Votants                       | Votants           | 34 906       | 69,12        | 27 863      | 55,2        |  |
| Blancs et nuls | Blancs et nuls                | Blancs et nuls    | 670          | 1,92         | 2 743       | 9,84        |  |
| Exprimés       | Exprimés                      | Exprimés          | 34 236       | 98,08        | 25 120      | 90,16       |  |

Le suppléant de Pierre Pasquini était Jean-Claude Bonaccorsi. Jean-Claude Bonaccorsi remplaça Pierre Pasquini, nommé membre du gouvernement, du 19 juin 1995 au 21 avril 1997.

### Élections de 1997
| Candidat       | Candidat                 | Parti              | Premier tour | Premier tour | Second tour | Second tour |  |
| Candidat       | Candidat                 | Parti              | Voix         | %            | Voix        | %           |  |
| -------------- | ------------------------ | ------------------ | ------------ | ------------ | ----------- | ----------- |  |
|                | Paul Patriarche élu      | Divers droite      | 8 684        | 26,17        | 19 535      | 55,63       |  |
|                | Paul Giacobbi            | PRS                | 8 257        | 24,88        | 15 584      | 44,37       |  |
|                | Pierre Pasquini sortant  | RPR                | 8 187        | 24,67        | Retrait     | Retrait     |  |
|                | François-Xavier Riolacci | PCF                | 3 081        | 9,29         |             |             |  |
|                | François Agostini        | Régionaliste (UPC) | 2 202        | 6,64         |             |             |  |
|                | Robert Jacob Dit Luzie   | FN                 | 1 557        | 4,69         |             |             |  |
|                | Jean Cardi               | LDI (MPF)          | 554          | 1,67         |             |             |  |
|                | Christian Vitali         | MÉI                | 372          | 1,12         |             |             |  |
|                | André Aloujes            | GÉ                 | 288          | 0,87         |             |             |  |
|                |                          |                    |              |              |             |             |  |
| Inscrits       | Inscrits                 | Inscrits           | 53 631       | 100,00       | 53 632      | 100,00      |  |
| Abstentions    | Abstentions              | Abstentions        | 19 544       | 36,44        | 17 093      | 31,87       |  |
| Votants        | Votants                  | Votants            | 34 087       | 63,56        | 36 539      | 68,13       |  |
| Blancs et nuls | Blancs et nuls           | Blancs et nuls     | 905          | 2,65         | 1 420       | 3,89        |  |
| Exprimés       | Exprimés                 | Exprimés           | 33 182       | 97,35        | 35 119      | 96,11       |  |

Le suppléant de Paul Patriarche était Ours-Pierre Grimaldi, conseiller général du canton de Fiumalto-d'Ampugnani, maire de La Porta.
Paul Patriarche siégea au groupe UDF puis au groupe DL.

### Élections de 2002
| Candidat       | Candidat                 | Parti          | Premier tour | Premier tour | Second tour | Second tour |  |
| Candidat       | Candidat                 | Parti          | Voix         | %            | Voix        | %           |  |
| -------------- | ------------------------ | -------------- | ------------ | ------------ | ----------- | ----------- |  |
|                | Paul Giacobbi élu        | PRG            | 13 473       | 39,81        | 20 613      | 57,61       |  |
|                | Paul Patriarche sortant  | UMP            | 12 090       | 35,72        | 15 167      | 42,39       |  |
|                | Jean-Félix Acquaviva     | Régionaliste   | 2 330        | 6,88         |             |             |  |
|                | Octave Jacob Dit Luzie   | FN             | 1 715        | 5,07         |             |             |  |
|                | François-Xavier Riolacci | PCF            | 1 462        | 4,32         |             |             |  |
|                | Vincent Carlotti         | PS             | 1 417        | 4,19         |             |             |  |
|                | Jean Graziani            | Les Verts      | 431          | 1,27         |             |             |  |
|                | Valérie Segaux           | Extrême droite | 362          | 1,07         |             |             |  |
|                | Jean-André Lefèvre       | Régionaliste   | 347          | 1,03         |             |             |  |
|                | Marie-Claire Piazza      | MNR            | 113          | 0,33         |             |             |  |
|                | Françoise Dutfoy         | LO             | 107          | 0,32         |             |             |  |
|                |                          |                |              |              |             |             |  |
| Inscrits       | Inscrits                 | Inscrits       | 57 204       | 100,00       | 57 200      | 100,00      |  |
| Abstentions    | Abstentions              | Abstentions    | 22 780       | 39,82        | 20 289      | 35,47       |  |
| Votants        | Votants                  | Votants        | 34 424       | 60,18        | 36 911      | 64,53       |  |
| Blancs et nuls | Blancs et nuls           | Blancs et nuls | 577          | 1,68         | 1 131       | 3,06        |  |
| Exprimés       | Exprimés                 | Exprimés       | 33 847       | 98,32        | 35 780      | 96,94       |  |

Le suppléant de Paul Giacobbi était Joseph Castelli, maire de Penta-di-Casinca, conseiller général du canton de Vescovato.

### Élections de 2007
| Candidat       | Candidat                    | Parti          | Premier tour | Premier tour | Second tour | Second tour |  |
| Candidat       | Candidat                    | Parti          | Voix         | %            | Voix        | %           |  |
| -------------- | --------------------------- | -------------- | ------------ | ------------ | ----------- | ----------- |  |
|                | Stéphanie Grimaldi          | UMP            | 16 218       | 41,11        | 21 145      | 47,79       |  |
|                | Paul Giacobbi sortant réélu | PRG            | 15 436       | 39,13        | 23 100      | 52,21       |  |
|                | Gilles Simeoni              | Régionaliste   | 5 324        | 13,5         |             |             |  |
|                | François-Xavier Riolacci    | PCF            | 1 377        | 3,49         |             |             |  |
|                | Élisabeth Martinelli        | FN             | 645          | 1,64         |             |             |  |
|                | Olivier Josué               | LO             | 228          | 0,58         |             |             |  |
|                | Geneviève Colonna d'Istria  | MNR            | 218          | 0,55         |             |             |  |
|                |                             |                |              |              |             |             |  |
| Inscrits       | Inscrits                    | Inscrits       | 60 371       | 100,00       | 60 371      | 100,00      |  |
| Abstentions    | Abstentions                 | Abstentions    | 20 419       | 33,82        | 15 046      | 24,92       |  |
| Votants        | Votants                     | Votants        | 39 952       | 66,18        | 45 325      | 75,08       |  |
| Blancs et nuls | Blancs et nuls              | Blancs et nuls | 506          | 1,27         | 1 080       | 2,38        |  |
| Exprimés       | Exprimés                    | Exprimés       | 39 446       | 98,73        | 44 245      | 97,62       |  |

### Élections de 2012
| Candidat       | Candidat                    | Parti          | Premier tour | Premier tour | Second tour | Second tour |  |
| Candidat       | Candidat                    | Parti          | Voix         | %            | Voix        | %           |  |
| -------------- | --------------------------- | -------------- | ------------ | ------------ | ----------- | ----------- |  |
|                | Paul Giacobbi sortant réélu | PRG (PS)       | 16 970       | 43,60        | 23 396      | 64,34       |  |
|                | Stéphanie Grimaldi          | UMP            | 9 645        | 24,78        | 12 968      | 35,66       |  |
|                | Saveriu Luciani             | FC (PNC)       | 4 201        | 10,79        |             |             |  |
|                | Estelle Massoni             | RBM (FN)       | 3 250        | 8,35         |             |             |  |
|                | Pierre-Antoine Tomasi       | CL             | 2 408        | 6,19         |             |             |  |
|                | Marie-Jeanne Fédi           | FG (PCF)       | 2 258        | 5,80         |             |             |  |
|                | Pierrette Govi-Mattei       | LO             | 191          | 0,49         |             |             |  |
|                |                             |                |              |              |             |             |  |
| Inscrits       | Inscrits                    | Inscrits       | 63 918       | 100,00       | 63 936      | 100,00      |  |
| Abstentions    | Abstentions                 | Abstentions    | 24 378       | 38,14        | 25 712      | 40,22       |  |
| Votants        | Votants                     | Votants        | 39 540       | 61,86        | 38 224      | 59,78       |  |
| Blancs et nuls | Blancs et nuls              | Blancs et nuls | 617          | 1,56         | 1 860       | 4,87        |  |
| Exprimés       | Exprimés                    | Exprimés       | 38 923       | 98,44        | 36 364      | 95,13       |  |

### Élections de 2017
Député sortant : Paul Giacobbi (Parti radical de gauche).
|                                                                                |                                                    |                           |                           |                          |                          |
|                                                                                |                                                    | Premier tour 11 juin 2017 | Premier tour 11 juin 2017 | Second tour 18 juin 2017 | Second tour 18 juin 2017 |
|                                                                                |                                                    |                           |                           |                          |                          |
|                                                                                |                                                    | Nombre                    | % des inscrits            | Nombre                   | % des inscrits           |
| Inscrits                                                                       | Inscrits                                           | 65 988                    | 100,00                    | 65 966                   | 100,00                   |
| Abstentions                                                                    | Abstentions                                        | 30 233                    | 45,82                     | 30 115                   | 45,65                    |
| Votants                                                                        | Votants                                            | 35 755                    | 54,18                     | 35 851                   | 54,35                    |
|                                                                                |                                                    |                           | % des votants             |                          | % des votants            |
| Bulletins blancs                                                               | Bulletins blancs                                   | 436                       | 1,22                      | 1 404                    | 3,92                     |
| Bulletins nuls                                                                 | Bulletins nuls                                     | 236                       | 0,66                      | 720                      | 2,01                     |
| Suffrages exprimés                                                             | Suffrages exprimés                                 | 35 083                    | 98,12                     | 33 727                   | 94,08                    |
|                                                                                |                                                    |                           |                           |                          |                          |
| Candidat Étiquette politique (partis et alliances)                             | Candidat Étiquette politique (partis et alliances) | Voix                      | % des exprimés            | Voix                     | % des exprimés           |
|                                                                                |                                                    |                           |                           |                          |                          |
|                                                                                | Jean-Félix Acquaviva Pè a Corsica                  | 12 785                    | 36,44                     | 21 302                   | 63,16                    |
|                                                                                | Francis Giudici La République en marche            | 8 213                     | 23,41                     | 12 425                   | 36,84                    |
|                                                                                | Stéphanie Grimaldi Les Républicains                | 4 938                     | 14,08                     |                          |                          |
|                                                                                | Jean-Martin Mondoloni Divers droite                | 4 700                     | 13,40                     |                          |                          |
|                                                                                | Dadou Jacob Dit Luzie-Albertini Front national     | 1 382                     | 3,94                      |                          |                          |
|                                                                                | Marie-Jeanne Fedi Parti communiste français        | 1 290                     | 3,68                      |                          |                          |
|                                                                                | Jean Moghraoui La France insoumise                 | 1 066                     | 3,04                      |                          |                          |
|                                                                                | Henri Malosse Divers gauche                        | 421                       | 1,20                      |                          |                          |
|                                                                                | Le Baron Mariani Divers                            | 104                       | 0,30                      |                          |                          |
|                                                                                | Lionel Sonnette Union populaire républicaine       | 94                        | 0,27                      |                          |                          |
|                                                                                | Didier Gibaud Lutte ouvrière                       | 90                        | 0,26                      |                          |                          |
| Source : Ministère de l'Intérieur - Deuxième circonscription de la Haute-Corse |                                                    |                           |                           |                          |                          |

### Élections de 2022
| Résultats des élections législatives des 12 et 19 juin 2022 de la 2e circonscription de Haute-Corse |                                             |                          |                          |              |              |             |             |
| Candidat                                                                                            | Candidat                                    | Parti et coalition       | Nuance                   | Premier tour | Premier tour | Second tour | Second tour |
| Candidat                                                                                            | Candidat                                    | Parti et coalition       | Nuance                   | Voix         | %            | Voix        | %           |
| | Jean-Félix Acquaviva                        | FaC (RPS)                | REG                      | 10 670       | 33,46        | 16 777      | 50,23       |
| | François-Xavier Ceccoli                     | LR (UDC)                 | DVD                      | 9 267        | 29,06        | 16 621      | 49,77       |
| | Lionel Mortini                              | CL                       | REG                      | 5 736        | 17,99        |             |             |
| | Jean Cardi                                  | RN                       | RN                       | 3 658        | 11,47        |             |             |
| | Amélie Raffaelli-Franceschi                 | PCF                      | DVG                      | 1 879        | 5,89         |             |             |
| | Marie-Dominique Salducci                    | DLF (UPF)                | DSV                      | 391          | 1,23         |             |             |
| | Viviane Rongione                            | LO                       | DXG                      | 215          | 0,67         |             |             |
| | Marie-Louise Robert dite Baronne ML Mariani | PP                       | DIV                      | 75           | 0,24         |             |             |
| Votes valides                                                                                       | Votes valides                               | Votes valides            | Votes valides            | 31 891       | 97,40        | 33 398      | 95,18       |
| Votes blancs                                                                                        | Votes blancs                                | Votes blancs             | Votes blancs             | 589          | 1,80         | 1 178       | 3,36        |
| Votes nuls                                                                                          | Votes nuls                                  | Votes nuls               | Votes nuls               | 261          | 0,80         | 514         | 1,46        |
| Total                                                                                               | Total                                       | Total                    | Total                    | 32 741       | 100          | 35 090      | 100         |
| Abstention                                                                                          | Abstention                                  | Abstention               | Abstention               | 35 193       | 51,80        | 32 834      | 48,34       |
| Inscrits / participation                                                                            | Inscrits / participation                    | Inscrits / participation | Inscrits / participation | 67 934       | 48,20        | 67 924      | 51,66       |

#### Premier tour
Lors de cette élection législative, huit candidats sont présents.
Le candidat nationaliste Jean-Félix Acquaviva arrive en tête de ce premier tour avec 33,46 % des voix exprimées et se qualifie donc pour le second tour.
Arrivant en seconde position, François-Xavier Ceccoli (LR) réunit 29,06 % des voix exprimées et se qualifie lui aussi au tour suivant.

#### Second tour
Jean-Félix Acquaviva remporte ce tour en réunissant 50,23 % des voix exprimées et devient donc le député de la 2e circonscription de la Haute-Corse.

### Élections de 2024
| Résultats des élections législatives des 30 juin et 7 juillet 2024 de la 2e circonscription de Haute-Corse |                          |                                 |                          |              |              |             |             |
| Candidat                                                                                                   | Candidat                 | Parti et coalition              | Nuance                   | Premier tour | Premier tour | Second tour | Second tour |
| Candidat                                                                                                   | Candidat                 | Parti et coalition              | Nuance                   | Voix         | %            | Voix        | %           |
| | François-Xavier Ceccoli  | Les Républicains (UDC)          | DVD                      | 15 100       | 34,05        | 24 458      | 54,48       |
| | Jean-Félix Acquaviva     | Femu a Corsica (RPS)            | REG                      | 12 698       | 28,63        | 20 437      | 45,52       |
| | Sylvie Jouart-Fernandez  | Rassemblement national          | RN                       | 11 275       | 25,42        | Retrait     | Retrait     |
| | Hélène Sanchez           | Europe Écologie Les Verts (NFP) | VEC                      | 2 668        | 6,02         |             |             |
| | Antò Carli               | Core in Fronte                  | REG                      | 2 277        | 5,13         |             |             |
| | Viviane Rongione         | Lutte ouvrière                  | DXG                      | 280          | 0,63         |             |             |
| | Marie-Louise Mariani     | Mouvement souverainiste Suvranu | DIV                      | 50           | 0,11         |             |             |
| Votes valides                                                                                              | Votes valides            | Votes valides                   | Votes valides            | 44 348       | 98,16        | 44 895      | 95,70       |
| Votes blancs                                                                                               | Votes blancs             | Votes blancs                    | Votes blancs             | 454          | 1            | 1 300       | 2,77        |
| Votes nuls                                                                                                 | Votes nuls               | Votes nuls                      | Votes nuls               | 377          | 0,83         | 719         | 1,53        |
| Total | Total                    | Total                           | Total                    | 45 179       | 100          | 46 914      | 100         |
| Abstention                                                                                                 | Abstention               | Abstention                      | Abstention               | 22 748       | 33,49        | 21 003      | 30,92       |
| Inscrits / participation                                                                                   | Inscrits / participation | Inscrits / participation        | Inscrits / participation | 67 927       | 66,51        | 67 917      | 69,08       |

François-Xavier Ceccoli (Divers droite) ne souhaite pas se présenter sous l'étiquette de son parti politique, Les Républicains. Il veut faire une candidature "transpartisane".
Jean-Antoine Giacomi (Forza Nova, divers extrême droite) annonce, le 17 Juin 2024, retirer sa candidature pour "ne pas disperser les voix". Il était en faveur d'une union des droites.

#### Premier tour
Trois candidats se démarquent sur cette circonscription et se qualifient donc pour le second tour de l'élection.
François-Xavier Ceccoli (DVD) arrive en tête du premier avec 34,05 % des voix exprimées. Il est suivi du candidat nationaliste Jean-Félix Acquaviva avec 28,63 %. Également qualifiée pour le second tour de l'élection, la candidate RN Sylvie Jouart obtient 25,42 % mais choisit de se désister.

#### Second tour
Le candidat divers droite François-Xavier Ceccoli qui a recueillis 54,48 % des voix exprimées remporte l'élection face au député sortant Jean-Félix Acquaviva (FaC), et devient donc le nouveau député de la 2e circonscription de la Haute-Corse.
La suppléante de François-Xavier Ceccoli est Hélène Astolfi, adjointe au maire de Calvi.